# Tiroler Unterland
Het Tiroler Unterland is het deel van de Oostenrijkse deelstaat Tirol ten oosten van Innsbruck, met uitzondering van Oost-Tirol (district Lienz). Het Tiroler Unterland moet niet worden verward met het Unterinntal, waarmee enkel het lager gelegen deel van het Inndal bedoeld wordt; het Unterland omvat ook alle zijdalen van dit dal. Naast het Tiroler Unterland is er ook het Tiroler Oberland, ten westen van Innsbruck. Of Innsbruck tot het Tiroler Oberland of het Tiroler Unterland gerekend moet worden, is omstreden. Soms wordt er voor een tussenoplossing gekozen en wordt het middelste deel als Tiroler Mittelland aangeduid.
Een verder onderscheid kan worden gemaakt op basis van taalkundige verschillen. Ten westen van het Zillertal wordt een Zuid-Beiers dialect gesproken, terwijl in de districten Kufstein en Kitzbühel eerder een Midden-Beiers dialect wordt gesproken.
Zo kan het dus zijn dat een inwoner van Schwaz zichzelf duidt als Tiroler, en ook zeker als Unterinntaler, maar zeker niet als Unterlandler. Als hij bijvoorbeeld richting Kufstein rijdt, zal hij dus vanuit zijn positie beweren "ins Unterland zu fahren", naar het Tiroler Unterland te rijden. Volgens de geografische definitie woont de inwoner van Schwaz echter wel in het Unterland.
Districten in het Tiroler Unterland zijn het district Schwaz, Kufstein, Kitzbühel en een deel van Innsbruck Land. Steden in het Tiroler Unterland zijn Hall in Tirol, Schwaz, Rattenberg, Wörgl, Kufstein en Kitzbühel.